# Дробот Ольга Дмитрівна
Ольга Дмитрівна Дробот (рос. Ольга Дмитриевна Дробот; нар. 3 липня 1962, Москва, РРФСР) — російська перекладачка, фахівчиня зі скандинавської літератури. Член Російського ПЕН-клубу (до січня 2017).

## Біографія
Закінчила філологічний факультет МДУ (1984).
Учасник міжнародного проекту нових перекладів Ібсена «Ibsen in Translation». Заступник головного редактора журналу «Иностранная литература» протягом ряду років. Член правління Гільдії «Майстра літературного перекладу». Постійний член Комітету перекладачів художньої літератури (англ. Literary Translation Committee) Міжнародної Федерації Перекладачів.

## Громадянська позиція
Виступила на підтримку українських політичних в'язнів у Росії та з осудом російської збройної агресії проти України.
У травні 2018 приєдналась до заяви російських літераторів на захист українського режисера Олега Сенцова, незаконно засудженого у РФ.